# Дубитель
Дуби́тель (рос. Дубитель, ерз. Дубитель) — селище у складі Зубово-Полянського району Мордовії, Росія. Адміністративний центр Дубительського сільського поселення.
Населення — 698 осіб (2010; 855 у 2002).
Національний склад станом на 2002 рік:
- росіяни — 68 %
- мордва — 30 %